# Üdvözlégy, ó drága vendég
Az Üdvözlégy, ó drága vendég kezdetű karácsonyi ének Kovács Márk tihanyi plébános énekeskönyvében jelent meg először. A paptanárt 1848-ban elmondott beszédéért főbelövéssel fenyegették.

## Felvételek
- Üdvözlégy ó drága vendég. YouTube (2011. január 4.)  (Hozzáférés: 2016. december 7.) (videó)